# 1296
Il 1296 (MCCXCVI in numeri romani) è un anno bisestile del XIII secolo.

## Eventi
- Iniziano i lavori di costruzione della cattedrale di Santa Maria del Fiore a Firenze.
- Firenze impone modifiche allo "statuto del podestà" di Pistoia.
- Guido II de la Roche diviene maggiorenne, assume i pieni poteri in qualità di Duca di Atene, e rende omaggio a Isabella di Villehardouin e Florent de Hainaut, principi di Acaia.
- annessione inglese della Scozia
- Lotta tra Filippo il Bello e Bonifacio VIII
- Federico III è eletto Re di Sicilia dal Parlamento Siciliano

## Nati
- 21 febbraio - Margherita di Boemia, nobildonna boema († 1322)
- 12 agosto - Giovanni I di Boemia, re († 1346)
- 29 settembre - Giacomo d'Aragona, principe († 1334)
- 26 dicembre - Opicino de Canistris, scrittore e miniatore italiano
- Marjorie Bruce, principessa scozzese († 1316)
- Enrico de la Tour-du-Pin, vescovo cattolico francese († 1328)
- Gregorio Palamas, monaco cristiano e arcivescovo ortodosso bizantino († 1359)
- Shi Nai'an, scrittore cinese († 1372)
- Marquardo di Randeck, patriarca cattolico tedesco († 1381)

## Morti
- 8 febbraio - Przemysł II di Polonia, nobile polacco (n. 1257)
- 22 febbraio - Enrico V di Slesia, nobile polacco
- 13 maggio - Ludovico III, Duca di Baviera, nobile tedesco (n. 1269)
- 18 maggio - William de Valence, I conte di Pembroke, nobile francese
- 19 maggio - Papa Celestino V, papa, religioso e santo italiano
- 5 giugno - Edmondo Plantageneto, I conte di Lancaster, conte inglese (n. 1245)
- 7 giugno - Philippe di Beaumanoir, giurista francese
- 27 giugno - Fiorenzo V d'Olanda, sovrano olandese (n. 1254)
- 4 luglio - Konrad von Feuchtwangen (n. 1230)
- 21 luglio - Ruffino da Frisseto, arcivescovo cattolico italiano
- 9 agosto - Ugo di Brienne, conte (n. 1240)
- 30 agosto - Pietro di Aragona, principe (n. 1275)
- 28 settembre - Adolfo V di Berg, nobile
- 1º novembre - Guglielmo Durante, vescovo cattolico francese (n. 1230)
- 12 dicembre - Isabella di Mar, nobile scozzese (n. 1277)
- Benedetto Caetani, cardinale italiano
- Campano da Novara, matematico, astronomo e astrologo italiano (n. 1220)
- Heinrich von Dincklage
- Forese Donati, poeta italiano
- Babilano Doria, politico e militare italiano (n. 1230)
- Andrea dei Mozzi, vescovo cattolico italiano
- Mehmed Bey, sovrano turco
- Niceforo I d'Epiro (n. 1240)
- Tommaso I di Saluzzo, marchese italiano (n. 1239)
- Gerard van Velsen, nobile olandese
- Nino Visconti, nobile e politico italiano
- Robert de Pinkeney, nobile inglese

## Calendario
| Calendario 1296 | Calendario 1296 | Calendario 1296 | Calendario 1296 | Calendario 1296 | Calendario 1296 | Calendario 1296 | Calendario 1296 | Calendario 1296 | Calendario 1296 | Calendario 1296 | Calendario 1296 | Calendario 1296 | Calendario 1296 | Calendario 1296 | Calendario 1296 | Calendario 1296 | Calendario 1296 | Calendario 1296 | Calendario 1296 | Calendario 1296 | Calendario 1296 | Calendario 1296 | Calendario 1296 | Calendario 1296 | Calendario 1296 | Calendario 1296 | Calendario 1296 | Calendario 1296 | Calendario 1296 | Calendario 1296 | Calendario 1296 | Calendario 1296 |
| --------------- | --------------- | --------------- | --------------- | --------------- | --------------- | --------------- | --------------- | --------------- | --------------- | --------------- | --------------- | --------------- | --------------- | --------------- | --------------- | --------------- | --------------- | --------------- | --------------- | --------------- | --------------- | --------------- | --------------- | --------------- | --------------- | --------------- | --------------- | --------------- | --------------- | --------------- | --------------- | --------------- |
|                 | 1               | 2               | 3               | 4               | 5               | 6               | 7               | 8               | 9               | 10              | 11              | 12              | 13              | 14              | 15              | 16              | 17              | 18              | 19              | 20              | 21              | 22              | 23              | 24              | 25              | 26              | 27              | 28              | 29              | 30              | 31              |                 |
| Gennaio         | Do              | Lu              | Ma              | Me              | Gi              | Ve              | Sa              | Do              | Lu              | Ma              | Me              | Gi              | Ve              | Sa              | Do              | Lu              | Ma              | Me              | Gi              | Ve              | Sa              | Do              | Lu              | Ma              | Me              | Gi              | Ve              | Sa              | Do              | Lu              | Ma              |                 |
| Febbraio        | Me              | Gi              | Ve              | Sa              | Do              | Lu              | Ma              | Me              | Gi              | Ve              | Sa              | Do              | Lu              | Ma              | Me              | Gi              | Ve              | Sa              | Do              | Lu              | Ma              | Me              | Gi              | Ve              | Sa              | Do              | Lu              | Ma              | Me              |                 |                 |                 |
| Marzo           | Gi              | Ve              | Sa              | Do              | Lu              | Ma              | Me              | Gi              | Ve              | Sa              | Do              | Lu              | Ma              | Me              | Gi              | Ve              | Sa              | Do              | Lu              | Ma              | Me              | Gi              | Ve              | Sa              | Do              | Lu              | Ma              | Me              | Gi              | Ve              | Sa              |                 |
| Aprile          | Do              | Lu              | Ma              | Me              | Gi              | Ve              | Sa              | Do              | Lu              | Ma              | Me              | Gi              | Ve              | Sa              | Do              | Lu              | Ma              | Me              | Gi              | Ve              | Sa              | Do              | Lu              | Ma              | Me              | Gi              | Ve              | Sa              | Do              | Lu              |                 |                 |
| Maggio          | Ma              | Me              | Gi              | Ve              | Sa              | Do              | Lu              | Ma              | Me              | Gi              | Ve              | Sa              | Do              | Lu              | Ma              | Me              | Gi              | Ve              | Sa              | Do              | Lu              | Ma              | Me              | Gi              | Ve              | Sa              | Do              | Lu              | Ma              | Me              | Gi              |                 |
| Giugno          | Ve              | Sa              | Do              | Lu              | Ma              | Me              | Gi              | Ve              | Sa              | Do              | Lu              | Ma              | Me              | Gi              | Ve              | Sa              | Do              | Lu              | Ma              | Me              | Gi              | Ve              | Sa              | Do              | Lu              | Ma              | Me              | Gi              | Ve              | Sa              |                 |                 |
| Luglio          | Do              | Lu              | Ma              | Me              | Gi              | Ve              | Sa              | Do              | Lu              | Ma              | Me              | Gi              | Ve              | Sa              | Do              | Lu              | Ma              | Me              | Gi              | Ve              | Sa              | Do              | Lu              | Ma              | Me              | Gi              | Ve              | Sa              | Do              | Lu              | Ma              |                 |
| Agosto          | Me              | Gi              | Ve              | Sa              | Do              | Lu              | Ma              | Me              | Gi              | Ve              | Sa              | Do              | Lu              | Ma              | Me              | Gi              | Ve              | Sa              | Do              | Lu              | Ma              | Me              | Gi              | Ve              | Sa              | Do              | Lu              | Ma              | Me              | Gi              | Ve              |                 |
| Settembre       | Sa              | Do              | Lu              | Ma              | Me              | Gi              | Ve              | Sa              | Do              | Lu              | Ma              | Me              | Gi              | Ve              | Sa              | Do              | Lu              | Ma              | Me              | Gi              | Ve              | Sa              | Do              | Lu              | Ma              | Me              | Gi              | Ve              | Sa              | Do              |                 |                 |
| Ottobre         | Lu              | Ma              | Me              | Gi              | Ve              | Sa              | Do              | Lu              | Ma              | Me              | Gi              | Ve              | Sa              | Do              | Lu              | Ma              | Me              | Gi              | Ve              | Sa              | Do              | Lu              | Ma              | Me              | Gi              | Ve              | Sa              | Do              | Lu              | Ma              | Me              |                 |
| Novembre        | Gi              | Ve              | Sa              | Do              | Lu              | Ma              | Me              | Gi              | Ve              | Sa              | Do              | Lu              | Ma              | Me              | Gi              | Ve              | Sa              | Do              | Lu              | Ma              | Me              | Gi              | Ve              | Sa              | Do              | Lu              | Ma              | Me              | Gi              | Ve              |                 |                 |
| Dicembre        | Sa              | Do              | Lu              | Ma              | Me              | Gi              | Ve              | Sa              | Do              | Lu              | Ma              | Me              | Gi              | Ve              | Sa              | Do              | Lu              | Ma              | Me              | Gi              | Ve              | Sa              | Do              | Lu              | Ma              | Me              | Gi              | Ve              | Sa              | Do              | Lu              |                 |